# اليوم العالمي للأرض الأم
اليوم العالمي للأرض الأم يوم اختارته الجمعية العامة عام 2009 بموجب قرار A/RES/63/278. كانت بوليفيا هي من تقدمت بمشروع القرار وصدق عليه ما يزيد عن 50 دولة عضوة في الجمعية. ويقر القرار بأن «الأرض وأنظمتها البيئية» هي موطننا وأنه «من الضروري أن ندعم التناغم مع الطبيعة والأرض.» ولقد استخدم مصطلح «الأرض الأم» لأنه «يعكس الاعتماد المتبادل القائم بين الإنسان والكائنات الحية الأخرى والكوكب الذي نعيش فيه». ومن المقرر أن يكون يوم 22 إبريل اليوم العالمي للأرض الأم.
رحب رئيس الجمعية العامة ميجويل دإسكوتو بروكمان بإنشاء اليوم العالمي للأرض الأم، قائلاً: «يدعم اليوم العالمي للأرض الأم رؤية الأرض باعتبارها الكيان الذي يصون جميع الكائنات الحية الموجودة في الطبيعة. فالشمولية هي جوهر هذا اليوم، وتدعيم المسؤوليات المشتركة في إعادة بناء العلاقة المضطربة مع الطبيعة هي السبب في توحيد الشعوب في جميع أنحاء العالم.»